# Консепсьон (Корриентес)

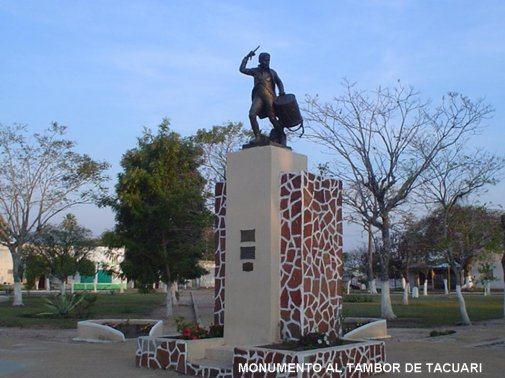

Консепсьон (исп. Concepción) — город на северо-востоке Аргентины провинции Корриентес. Административный центр одноименного департамента. Один из старейших городов провинции. Официальное название Консепсьон-дель-Ягуарете-Кора.
Расположен в 183 километрах от столицы провинции г. Корриентес и в 700 км к северу от столицы страны Буэнос-Айреса.
Население в 2010 году составляло 4 022 человека. Плотность населения составляет около 4 человек на км².